# Converxencia Nacionalista Galega (partido)
Converxencia Nacionalista Gallega (Convergencia Nacionalista Gallega) fue un partido político español, de orientación nacionalista gallega de centro derecha, que surgió en 1992 de una escisión de Coalición Galega, dirigido por Adolfo de Abel Vilela. Tenía implantación, fundamentalmente, en la provincia de Lugo y contaba con concejales en Monforte de Lemos. En 2003, junto con grupos independientes, dio origen a Iniciativa Galega.

## Resultados electorales
- Elecciones municipales 1995: 9.390 votos (0,59%), 18 concejales
- Elecciones municipales 1999: 2.643 votos (0,17%), 3 concejales

- Datos: Q10862991